# Nemîciînți, Hmelnîțkîi
Nemîciînți (în ucraineană Немичинці) este un sat în comuna Hvardiiske din raionul Hmelnîțkîi, regiunea Hmelnîțkîi, Ucraina.

## Demografie
Componența lingvistică a localității Nemîciînți
     Ucraineană (98,9%)
     Alte limbi (0,83%)
Conform recensământului din 2001, majoritatea populației localității Nemîciînți era vorbitoare de ucraineană (98,9%), existând în minoritate și vorbitori de alte limbi.